# Leidschenveen-Ypenburg
Leidschenveen-Ypenburg ist ein Stadtbezirk von Den Haag mit circa 48.000 Einwohnern.

## Liste der Stadtviertel im Bezirk Leidschenveen-Ypenburg
- De Vissen
- De Velden
- Rietbuurt
- De Lanen
- De Rivieren
- De Venen
- Tedingerbroek
- Morgenweide
- Bosweide
- De Bras
- Waterbuurt

## Struktur
Im Osten befinden sich größere Grünanlagen wie z. B. der Westerpark an der Grenze zu Zoetermeer, oder der Hertenkamp. In Leidschenveen und Ypenburg gibt es auch Einkaufszentren sowie  einen Bahnhof, eine S-Bahn-Station und viele Bushaltestellen.